# Okrug
Okrug ist in der Russischen Föderation sowie in Serbien und war in Bulgarien eine Bezeichnung für eine Verwaltungseinheit. Der Begriff ähnelt sowohl in der Bedeutung wie auch in der Wortbildung dem deutschen Kreis. Wörtlich übersetzt bedeutet okrug einkreisend.

## Serbien
Serbien ist in insgesamt 29 Okruge aufgeteilt. Die Gebietskörperschaften werden meist als Bezirk oder Kreis übersetzt.

## Russische Föderation
In der Verwaltungsgliederung Russlands gibt es fünf Typen von Gebietskörperschaften, deren Bezeichnungen den Begriff okrug enthalten:
- Föderationskreise oder Generalgouvernements (федеральные округа, federalnyje okruga): sie sind die höchste Verwaltungseinheit.
- Autonome Kreise (автономные округа, awtonomnyje okruga): sie umfassen größere, dünn besiedelte Gebiete im Norden und Osten des Landes mit teilweise indigener Bevölkerung, weshalb sie Autonomiestatus besitzen; sie sind einer der Typen des Föderationssubjektes
- Stadtkreise (городские округа, gorodskije okruga): Verwaltungsebene unterhalb der Föderationssubjekte auf einer Ebene mit den Rajons; im Gegensatz zu diesen sind sie städtischer geprägt und bestehen zumeist aus größeren Städten mit ihrem näheren Umland und den dort befindlichen ländlichen Siedlungen; wurden bei der Verwaltungsreform seit 2003 schrittweise eingeführt und entsprechen in vielen Fällen den früheren „subjektunterstellten Städten“; gegenwärtig gibt es über 500
- Landkreise oder -bezirke (сельские округа, selskije okruga): entsprechen nicht den Landkreisen im deutschsprachigen Raum, sondern etwa Landgemeinden; Verwaltungsebene unterhalb der Rayons bzw. zwei Ebenen unterhalb der Föderationssubjekte; diese Bezeichnung wird nur in wenigen Föderationssubjekten verwendet
- Innerstädtische Verwaltungseinheiten:
  - Verwaltungsbezirke (административные округа, administrativnyje okruga) der ersten Ebene (oberhalb der Rajons) in der Hauptstadt Moskau (siehe Liste der Moskauer Verwaltungsbezirke und Stadtteile)
  - Munizipale Bezirke (муниципальные округа, munizipalnyje okruga) der zweiten Ebene (unterhalb der Rajons) in Sankt Petersburg (siehe Verwaltungsgliederung der Stadt Sankt Petersburg)

## Ukrainische SSR
In der Ukrainischen SSR wurde auf Beschluss des Allukrainischen Zentralen Exekutivkomitees im Jahre 1923 der Okrug (ukr.: Okruh) als neue, dritte Verwaltungsstufe nach der Republik und dem aus der Zarenzeit überkommenen Gouvernement gebildet. 1925 wurden die Gouvernements abgeschafft und die Okruhas zur zweiten Stufe. 1930 wurden die Okruhas wieder abgeschafft und an ihrer Stelle größere Oblaste gebildet.

## Bulgarien
In seiner Verwaltungsgliederung hatte Bulgarien sechs Mal in der Geschichte Okruge. Sie wurden jedoch 1987 endgültig durch Oblaste ersetzt.